# Me Encontra
"Me Encontra" é o primeiro single do décimo álbum de estúdio da banda Charlie Brown Jr. A música faz parte do CD Camisa 10 (Joga Bola Até na Chuva).
Estreou nas rádios em agosto, porém o CD com a música só foi lançado nos finais de Setembro de 2009.

## Desempenho nas Paradas Musicais
| Ano  | Single        | Charts      | Charts         | Charts       | Charts    | Charts        | Charts | Charts | Álbum                              |
| Ano  | Single        | BRA Hot 100 | BRA Hit Parade | BRA Year End | Bill. BRA | Bill. Pop BRA | HSPN   | POR    | Álbum                              |
| ---- | ------------- | ----------- | -------------- | ------------ | --------- | ------------- | ------ | ------ | ---------------------------------- |
| 2009 | "Me Encontra" | 1           | 1              | 17           | 16        | 15            | 17     | 44     | Camisa 10 (Joga Bola até na Chuva) |

## Vendas e certificações
| Região                                                        | Certificação | Vendas   |
| ------------------------------------------------------------- | ------------ | -------- |
| Brasil (Pro-Música Brasil)                                    | Platina      | 100 000‡ |
| ‡vendas+valores de streaming baseados somente na certificação |              |          |

## Versões Covers
- Em 2015, o Capital Inicial gravou uma versão acústica dessa música no álbum Acústico NYC (Ao Vivo).[3]